# آیون هایپر جی‌تی
آیون هایپر جی‌تی (به انگلیسی: Aion Hyper GT) یک سدان اجرایی الکتریکی است که توسط شرکت خودروسازی چینی گروه گاک تولید می‌شود و تحت برند خودروهای الکتریکی پریمیوم آیون به فروش می‌رسد. زمانی که تولید هایپر جی‌تی شروع شود، این دومین وسیله نقلیه از سری آیون هایپر پس از خودروی اسپورت آیون هایپر اس‌اس‌آر خواهد بود. هایپر جی‌تی همچنین با ۰٫۱۹ سی‌دی آیرودینامیک‌ترین خودروی تولید انبوه تا به امروز خواهد بود، با رکورد قبلی مرسدس بنز ئی‌کیواس با ۰٫۲۰ سی‌دی.

## بررسی
آیون هایپر جی‌تی در ۳۰ دسامبر ۲۰۲۲ در نمایشگاه گوانگژو رونمایی شد. قرار است تولید آن آغاز شود و در اکتبر ۲۰۲۳ به فروش برسد.

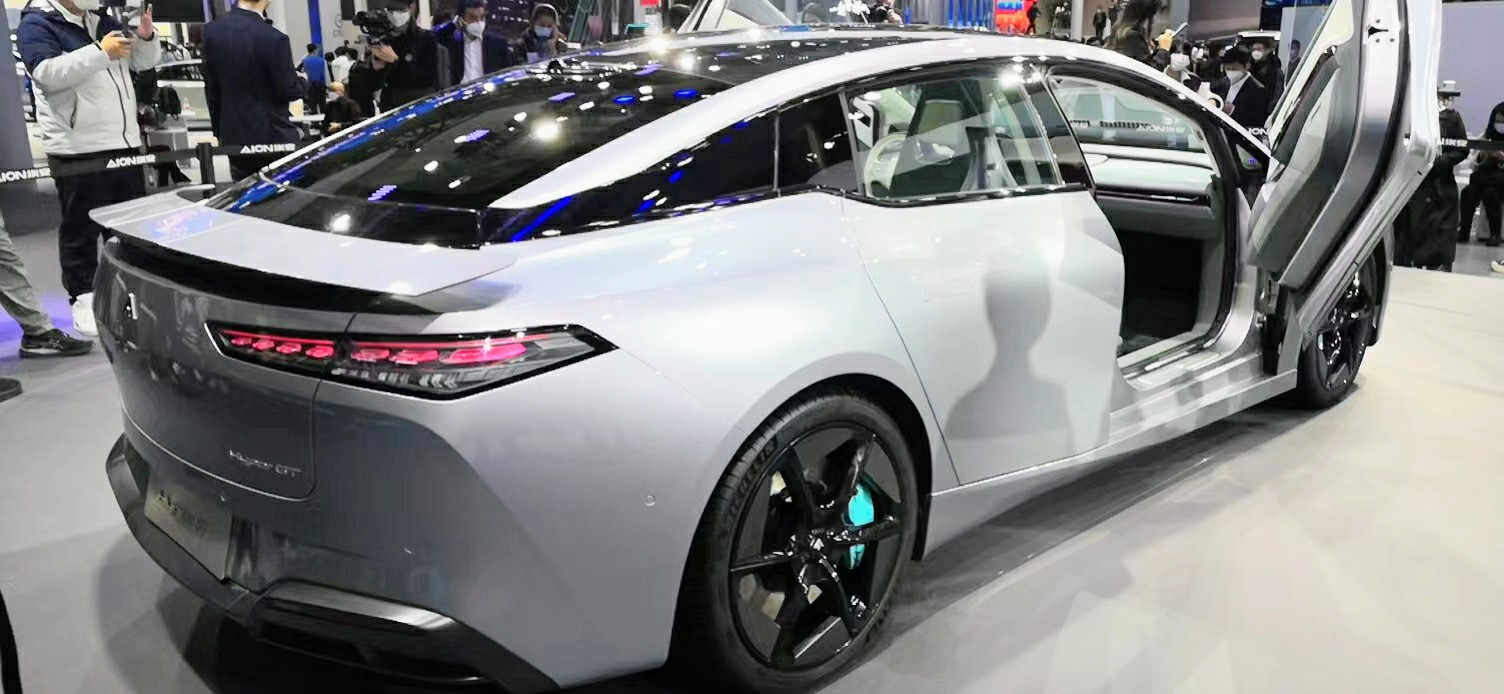
آیون هایپر جی‌تی (نمای عقب)

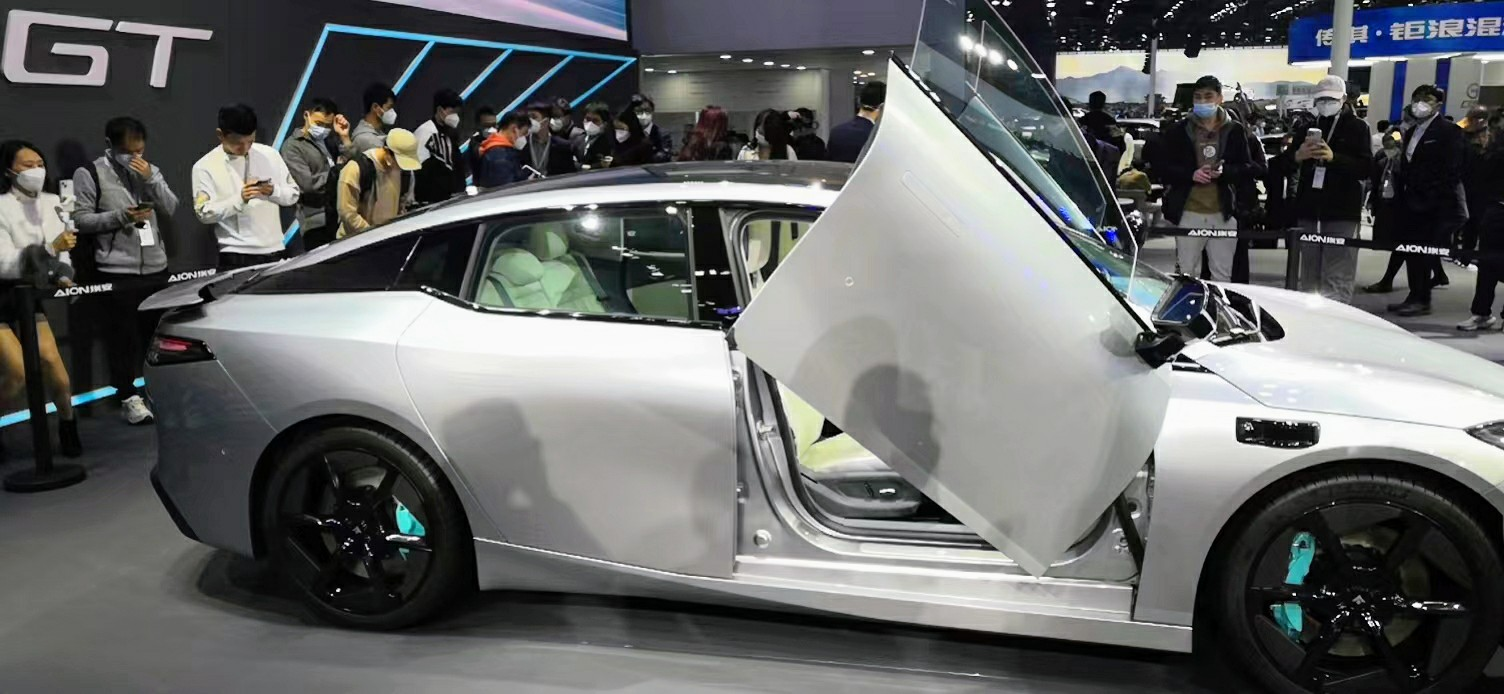
آیون هایپر جی‌تی (نمای کنار)

## مشخصات فنی

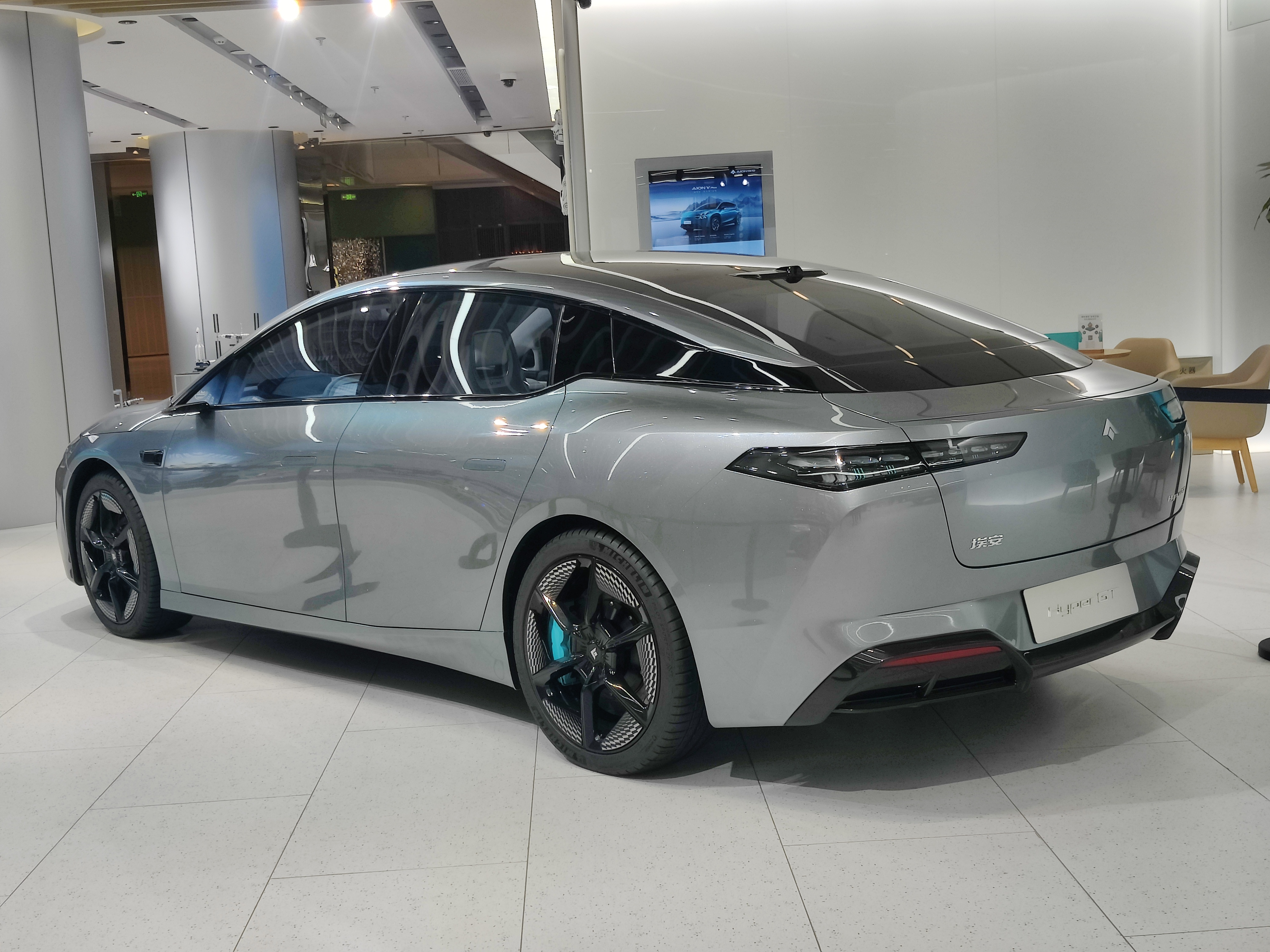
آیون هایپر جی‌تی

هنگامی که تولید آیون هایپر جی‌تی آغاز شود، کمترین ضریب مقاومت در برابر باد را در بین خودروهای تولید انبوه با ۰٫۱۹ سی‌دی خواهد داشت. تیم تحقیق و توسعه GAC از نشانه‌های طراحی آیرودینامیکی که در مفاهیم قبلی مانند GAC ENO.146 و TIME برای دستیابی به ضریب درگ پایین هایپر جی‌تی استفاده شده بود، استفاده کردند.
در حالی که مشخصات باتری بسیار کم برای آیون هایپر جی‌تی توسط گاک اعلام شده‌است، این شرکت فاش کرده‌است که نسخه تک موتوره هایپر جی‌تی دارای خروجی ۲۵۰ کیلووات و گشتاور ۴۳۴ نیوتن متر با سرعت ۰ تا ۱۰۰ کیلومتر در ساعت است. شتاب ۴٫۹ ثانیه این خودرو بر اساس پلت فرم AEP 3.0 GAC است.